# Lass’ ihn
Lass ihn – singiel szwajcarskiej piosenkarki Gunvor Guggisberg napisany przez nią samą we współpracy z Egonem Egemannem, wydany jako singiel w 1998 roku oraz promujący jej debiutancki album studyjny zatytułowany From A to Z z 2000 roku.
W grudniu 1997 roku utwór wygrał finał krajowych eliminacji eurowizyjnych, dzięki czemu został wybrany na propozycję reprezentującą Szwajcarię w 43. Konkursie Piosenki Eurowizji organizowanym w Birmingham. 9 maja numer został zaprezentowany przez Guggisberg w finale widowiska i zajął ostatecznie ostatnie, dwudzieste piąte miejsce z zerowym dorobkiem punktowym. 

## Lista utworów
CD single
1. „Lass ihn” – 2:47
2. „Lass ihn” (Instrumental) – 2:47
3. „On My Own” – 4:08